# Tromelin
Tromelin ist eine 0,8 km² große tropische Insel, etwa 440 km östlich von Madagaskar und 580 km nördlich von La Reunion im Indischen Ozean gelegen. Politisch gehört sie zu den Îles Éparses – den unter französischer Verwaltung stehenden verstreuten Inseln im Indischen Ozean, einem Distrikt des Überseegebiets der Süd- und Antarktisgebiete (TAAF).

## Geographie

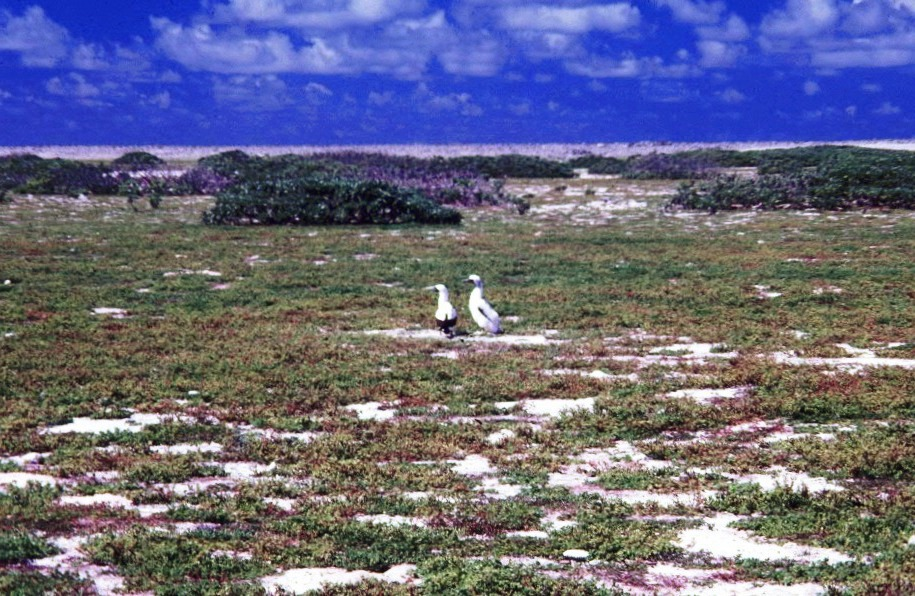
Landschaft auf Tromelin mit zwei Maskentölpeln.

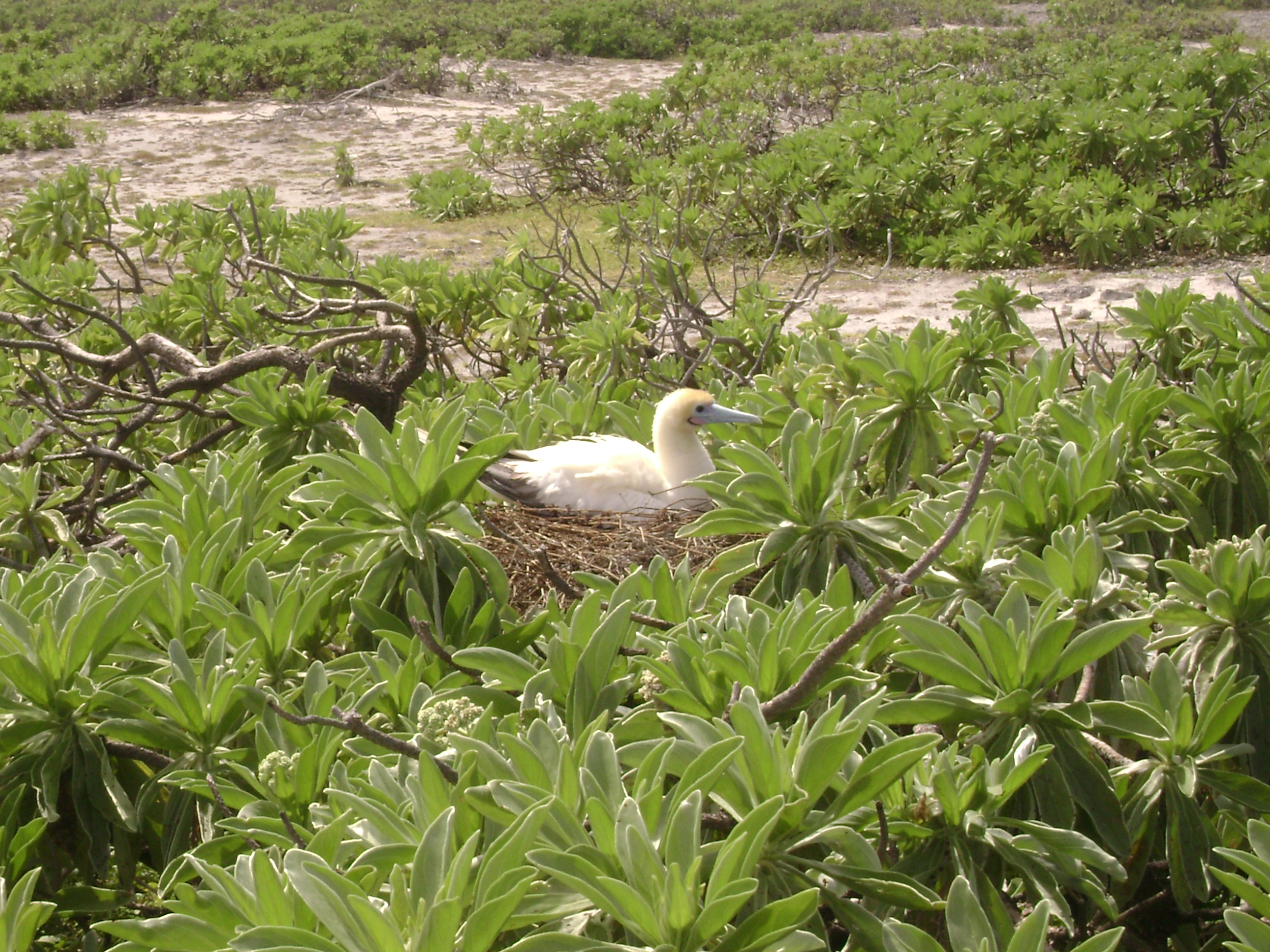
Maskentölpelnest im Samtblattgehölz

Die ovale, ungefähr 1700 m lange, bis zu 700 m breite Insel ist 450 km von der nächsten Landmasse entfernt und von 4000 m tiefem Ozean umgeben.
Die Insel ist sandig, flach und bis auf vereinzelte niedrige Bäume weitgehend unbewachsen. Die höchste Erhebung ist 7 m hoch.
Die Topographie des umgebenden Meeres wird von einem steilen unterseeischen Abhang gebildet, der bereits 2,5 km vor der Insel Tiefen von 1000 m erreicht, was typisch für einen, allerdings noch ungeklärten, vulkanischen Hotspot als Entstehungsmechanismus wäre. Der Inselsaum wird von einem Korallenriff umgeben, das bei geringem Tidenstand sichtbar wird und auf einer erodierten Basis aus dem Pleistozän aufsetzt, die sich seit der Stabilisierung des Meeresspiegels vor ca. 6000 Jahren herausbildete. Das Gezeitenufer wird von Beachrock-Felsen geprägt, die eine langsam zur See hin abfallende Schichtung zeigen, die der des klastischen Sediments der Neuzeit entspricht.
Die Ufer Tromelins können in drei Bereiche unterteilt werden, die die Transportprozesse um die Insel widerspiegeln:
- die südlichen, den Stürmen ausgesetzten Ufer bestehen aus Wällen von Geröll von Korallenblöcken, die bei Stürmen u. ä. entstehen und teils über das Meeresnivenau hinausreichen
- die Übergangszonen zwischen nördlichem und südlichem Ufer, die teils aus den Blöcken und teils aus grobem Sand und Kies bestehen und schließlich
- hauptsächlich sandigen Bereichen auf der nördlichen und leewärtigen Inselseite, aus Spülkies und grobem Sand, wobei die Nordspitze der Insel eine Sandnehrung von 125 × 225 m bildet, deren Form mit den Jahreszeiten und dem Wetter variiert.

Auf Tromelin existieren Dünen verschiedener Formen, die vor allem im Norden wegen des Windtransports der Sedimente stärker ausgeprägt sind und sich dort in der stärker ausgeprägten Vegetation verfangen. Die Höhe der Dünen reicht von 10 cm bis 250 cm im Flachwasser im Nordosten. Dabei haben einige Brecher Material bis zu 250 m hinausverlagert. Diese Sturmablagerungen sind – auch wegen des Fehlens einer schützenden Vegetation – auf der windwärtigen Seite der Insel am häufigsten.
Die Mulde im Süden der Insel bedeckt ca. 40.000 m²; ihr tiefster Punkt befindet sich lediglich 1,2 m über dem Meeresspiegel.
Auf der Insel gibt es keine indigene Bevölkerung, aber eine Wetterstation namens Station Serge Frolow, die insbesondere der Erforschung von Zyklonen dient. Die Station wurde inzwischen ebenso wie die Wetterstationen auf den anderen Îles Éparses automatisiert; die letzten Meteorologen von Météo-France verließen Tromelin 2011. Seitdem besteht die Besatzung der Insel aus drei Zivilangestellten der TAAF, die in zweimonatigem Turnus abgelöst werden.
Die Vegetation der Insel ist artenarm und wird vom Samtblatt dominiert. Als bedeutender Eiablageplatz der Suppenschildkröte und wichtiger Brutplatz von Maskentölpel, Rotfußtölpel und Feenseeschwalbe ist die Insel seit 1975 Naturschutzgebiet.
Die Insel weist keinen Hafen, dafür aber einen Ankerplatz vor der Küste auf. Außerdem befindet sich auf dem Eiland der Flugplatz Tromelin.

## Klimatabelle

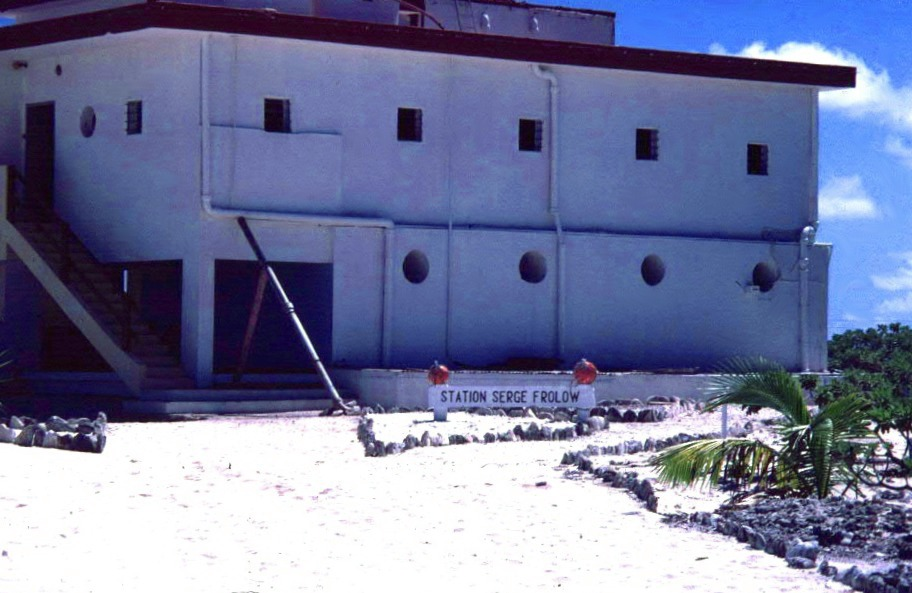
Die meteorologische Station

|                       | Jan  | Feb  | Mär  | Apr  | Mai  | Jun  | Jul  | Aug  | Sep  | Okt  | Nov  | Dez  |   |      |
| Mittl. Tagesmax. (°C) | 30,0 | 30,0 | 30,0 | 29,4 | 28,2 | 26,9 | 26,0 | 25,8 | 26,4 | 27,3 | 28,5 | 29,7 | ⌀ | 28,2 |
| Mittl. Tagesmin. (°C) | 25,0 | 25,3 | 25,2 | 24,8 | 23,6 | 22,2 | 21,3 | 20,8 | 21,3 | 22,3 | 23,6 | 24,9 | ⌀ | 23,3 |
|                       |      |      |      |      |      |      |      |      |      |      |      |      |   |      |
| Niederschlag (mm)     | 175  | 152  | 182  | 98   | 73   | 71   | 59   | 55   | 41   | 29   | 29   | 87   | Σ | 1051 |
|                       |      |      |      |      |      |      |      |      |      |      |      |      |   |      |
| Sonnenstunden (h/d)   | 8,6  | 8,5  | 7,9  | 7,9  | 7,9  | 7,5  | 7,4  | 7,8  | 8,2  | 8,8  | 9,5  | 9,4  | ⌀ | 8,3  |
|                       |      |      |      |      |      |      |      |      |      |      |      |      |   |      |
| Regentage (d)         | 12   | 13   | 16   | 12   | 11   | 12   | 12   | 13   | 9    | 7    | 6    | 9    | Σ | 132  |
|                       |      |      |      |      |      |      |      |      |      |      |      |      |   |      |
| Luftfeuchtigkeit (%)  | 82   | 82   | 82   | 81   | 79   | 79   | 80   | 80   | 80   | 80   | 79   | 81   | ⌀ | 80,4 |

| 25,0 |

| 25,3 |

| 25,2 |

| 24,8 |

| 23,6 |

| 22,2 |

| 21,3 |

| 20,8 |

| 21,3 |

| 22,3 |

| 23,6 |

| 24,9 |

| 25,0 |

| 25,3 |

| 25,2 |

| 24,8 |

| 23,6 |

| 22,2 |

| 21,3 |

| 20,8 |

| 21,3 |

| 22,3 |

| 23,6 |

| 24,9 |

## Geschichte
Die Insel wurde 1722 durch das französische Schiff La Diane entdeckt und zunächst Île des Sables (deutsch etwa „Sandinsel“) genannt.
In der Nacht zum 31. Juli 1761 lief die Utile, ein französisches Sklavenschiff der Französischen Ostindien-Kompanie, auf dem Weg vom südwestfranzösischen Bayonne zur „Ile de France“, dem heutigen Mauritius,  vor der Insel an einem Korallenriff auf Grund und zerschellte. Zuvor hatte sie auf Madagaskar Malagasy-Sklaven gekauft, obwohl unklar war, ob sie an ihrem Zielort mit dieser Fracht überhaupt hätte anlanden dürfen. Neben 20 Matrosen ertranken bei diesem Unglück von den mindestens 150 Sklaven an Bord mindestens 70, da die Ladeluken verschlossen und teils zugenagelt waren. Die Überlebenden (88 Sklaven und 122 Weiße) suchten auf der nur mit einer kargen Vegetation bedeckten Insel Zuflucht. In den ersten Tagen starben mehr als 20 Menschen, da auf dem quellenlosen Eiland kein Trinkwasser vorhanden war und zuerst ein Brunnen gegraben werden musste, der immerhin die Versorgung mit Brackwasser ermöglichte. Die überlebenden weißen Matrosen hatten das wenige gerettete Süßwasser für sich selbst reserviert, weshalb vor allem die Sklaven umkamen. 
Nach zwei  Monaten verließen die überlebenden weißen Seeleute mit einem aus den Trümmern des Schiffs zusammengebauten Floß die Insel, ließen dabei die überlebenden Sklaven mit dem Versprechen Hilfe zu senden zurück und erreichten Mauritius. Dort weigerte sich jedoch der von der Kompanie entsandte französische Gouverneur Hilfe zu entsenden, da sich Frankreich mit England im Krieg befand, ein Angriff aus Indien erwartet wurde und in dieser Situation eine Rettung der schwarzen Sklaven nicht opportun schien. Er befürchtete, ein weiteres Schiff zu verlieren und im Gegenzug zusätzliche unerwünschte Sklaven versorgen zu müssen, deren Import er bereits zuvor aus diesen Gründen grundsätzlich verboten hatte. Diese Weigerung löste eine kurze öffentliche Kontroverse auf Mauritius aus, die aber letztlich erfolglos blieb, bis die Schiffbrüchigen in Vergessenheit gerieten. Zwei Flöße verließen später noch die Insel und versuchten Madagaskar – die etwa 500 km westliche gelegene Heimat der Sklaven – zu erreichen, schafften dies aber vermutlich nicht.
Die Bewohner der Insel ernährten sich von Seevögeln, Fischen, Einsiedlerkrebsen und Schildkröten und nutzten noch aus dem Schiff stammende Utensilien und Werkzeuge für ihre Arbeit. Nachdem sie zunächst aus der Takelage Zelte errichtet hatten, bauten sie später Unterkünfte aus Korallen und verdichtetem Sand, einen Gemeinschaftsofen, fertigten sich aus Vogelfedern Kleidung. Außerdem schafften sie es, 15 Jahre lang ein Feuer nicht ausgehen zu lassen, obwohl über die Insel zum Teil sehr heftige Passatwinde und Wirbelstürme hinwegzogen. 1776 harrten noch sieben Frauen und ein acht Monate altes Baby auf der Insel aus. Das Schiff La Dauphine unter Kapitän Chevalier de Tromelin, nach dem die Insel heute benannt ist, erreichte in dem Jahr das Eiland und rettete die Überlebenden. Das Baby und seine Familie kamen unter die Obhut des neuen Gouverneurs von Mauritius, nach dessen Vornamen es Jacques Moise (Moses) getauft wurde. Bis heute ist nicht ganz geklärt, wie die Überlebenden 15 Jahre lang auf der Insel ausharren konnten. Wesentliche Informationen über den Untergang und die erste Zeit auf der Insel stammen aus dem von Hilarion Dubuisson de Keraudic verfassten Logbuch der Utile, das im maritimen Archiv in Lorient von M. Guérout entdeckt wurde.
1830 führte Kapitän Laplace eine Mission zur geografischen Bestimmung der Insel an. Er fand die immer noch bestehenden Behausungen der damaligen Schiffbrüchigen und berechnete die geografische Position der Insel auf: 15° 38′ Süd und 52° 11′ Ost.
1954 wurde auf der Insel eine permanente Wetterstation mit dem Flugplatz Tromelin errichtet.
2004 wurde unter der Schirmherrschaft der UNESCO ein Forschungsprojekt begonnen, das mittels archäologischer Grabungen Weiteres über das Überleben der ehemaligen Sklaven zu Tage bringen sollte. In den bisher vier Ausgrabungskampagnen seit 2006 konnten zahlreiche Werkzeuge geborgen werden. Die ergrabenen Überreste der Behausungen der Gestrandeten ermöglichten die Zuordnung zu vier Siedlungsphasen. Die Suche nach Gräbern erbrachte hingegen bisher keine Ergebnisse.

## Politik und Verwaltung
Tromelin wurde ab 1814 von Réunion aus verwaltet (seit 1960 vom Präfekten des Übersee-Départements), ohne selbst zu Réunion zu gehören. Die Insel ist daher auch nicht Teil der Europäischen Union. Seit 2005 wird sie wie die übrigen Îles Éparses vom Präfekten und obersten Verwalter der Französischen Süd- und Antarktisgebiete verwaltet. Mit Gesetz vom 21. Februar 2007 wurde Tromelin gemeinsam mit den anderen Îles Éparses als fünfter Distrikt in die französischen Süd- und Antarktisgebiete eingegliedert.
Die ausschließliche Wirtschaftszone (AWZ), die unmittelbar an diejenige von Réunion angrenzt, erstreckt sich über eine Fläche von 285.300 km².
Tromelin wird seit 1976 von Mauritius beansprucht. Ein Abkommen zur gemeinsamen Verwaltung wurde 2010 von Frankreich und Mauritius unterzeichnet, aber bisher (Stand 2016) von Frankreich nicht ratifiziert.